# معبد دوميني
معبد دوميني هو الاسم الذي أطلقه الصليبيون على قبة الصخرة في القدس. أصبح رمزًا مهمًا للقدس، وتم تصويره على العملات المعدنية التي سُكّت في عهد مملكة القدس المسيحية الكاثوليكية.

## تاريخه
تم تشييد قبة الصخرة في أواخر القرن السابع في عهد الخليفة الأموي الخامس عبد الملك بن مروان في موقع الهيكل اليهودي الثاني السابق (أو ربما تمت إضافتها إلى مبنى بيزنطي قائم يعود تاريخه إلى عهد هرقل ، 610-641). بعد الاستيلاء على القدس في الحملة الصليبية الأولى (1099) ، تم تسليم قبة الصخرة إلى رعاية الرهبان الأوغسطينيين النظاميين. في البداية، تم ترك الصخرة التي تم بناء المزار حولها مكشوفة ووضع الرهبان مذبحًا عليها. وفي وقت لاحق، تم تغطية الصخرة بالرخام الأبيض وتم بناء جوقة المذبح عليها، وهو العمل الذي من المرجح أنه اكتمل فقط في عام 1140. في عام 1138، تم رفع معبد دوميني إلى مرتبة دير، وفي الأول من أبريل عام 1141، تم تكريس الكنيسة رسميًا من قبل المندوب البابوي ألبيريك من أوستيا، ربما إلى القديسة مريم.
أطلق الصليبيون على المسجد الأقصى المجاور اسم معبد سليمان. لقد أصبح في البداية قصرًا ملكيًا. أصبحت صورة القبة، باعتبارها تمثل "معبد سليمان"، عنصرًا أيقونيًا مهمًا في مملكة القدس. كانت أختام ملوك القدس تصور المدينة رمزياً من خلال الجمع بين برج داود وكنيسة القيامة وقبة الصخرة وأسوار المدينة.
بعد الانتهاء من بناء القصر الملكي المبني لهذا الغرض بالقرب من باب الخليل وإلى الجنوب من برج داود، أعطى الملك المبنى للرهبنة العسكرية الكاثوليكية، فرسان الهيكل، الذين احتفظوا به كمقر لهم. وقد تم الإشارة إلى القبة على ظهر أختام كبار القادة في فرسان الهيكل (مثل إيفيرارد دي باريه ورينو دي فيشييه)، ومن المحتمل أن تكون النموذج المعماري للكنائس الدائرية لفرسان الهيكل في جميع أنحاء أوروبا.

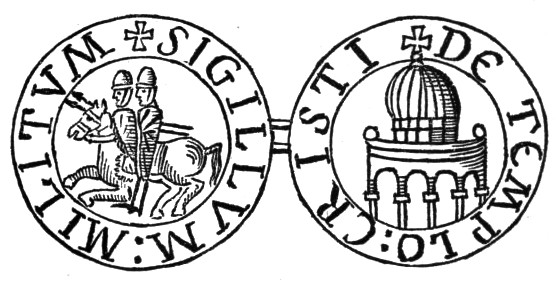
ختم فرسان الهيكل من فترة الحروب الصليبية، يظهر قبة الصخرة على الوجه الآخر.

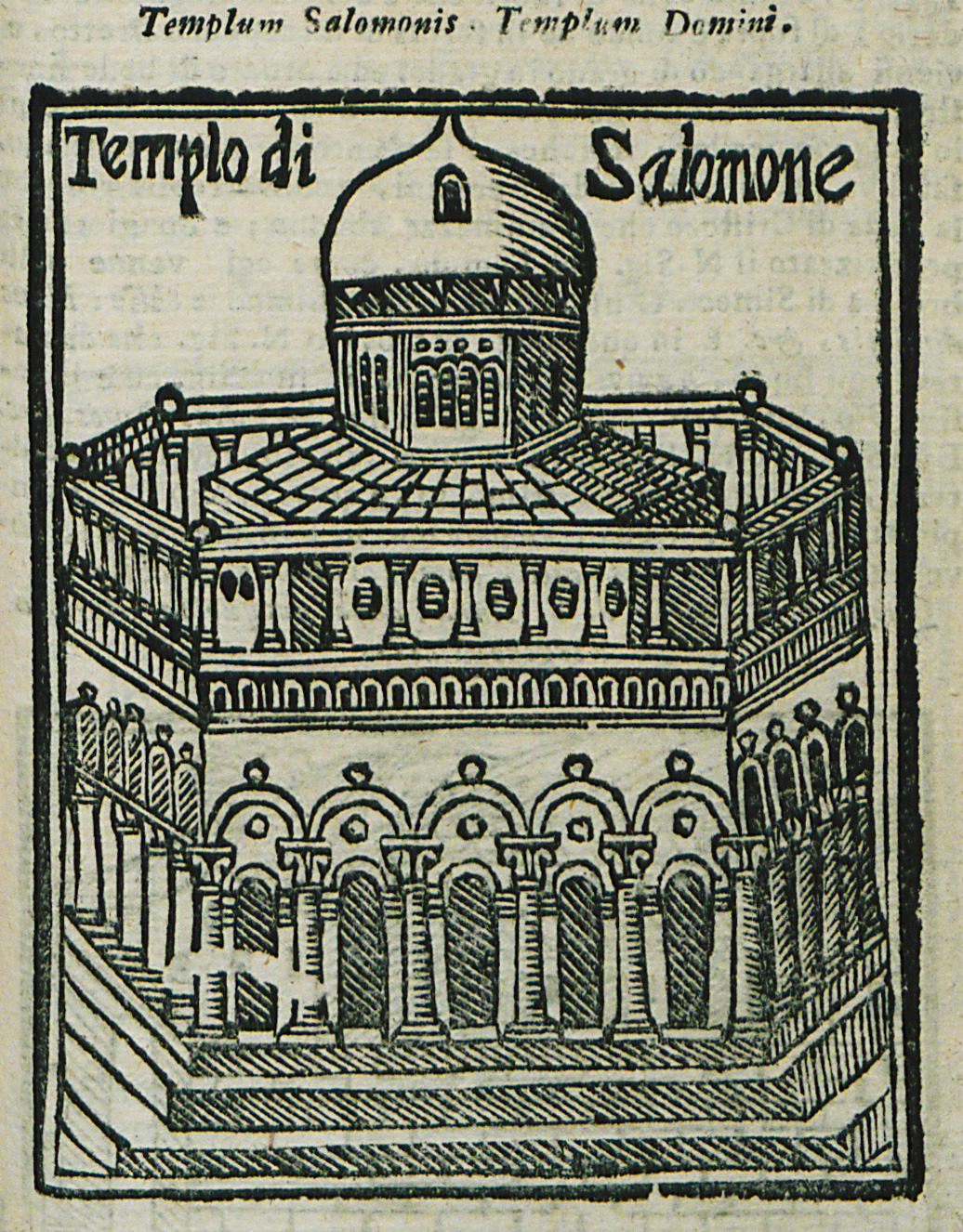
تم تصوير معبد سليمان بشكل غير متزامن على أنه قبة الصخرة في الأيقونات الغربية حتى أوائل العصر الحديث (هنا في مطبوعة لسالفاتوري وجياندومينيكو ماريسكاندولي من لوكا ، 1600)

على الرغم من أن قبة الصعود المجاورة تم بناؤها كمعمودية خلال الفترة الصليبية، إلا أنها ظلت منذ ذلك الحين في أيدي السلطات الإسلامية كجزء من المجمع الأكبر لقبة الصخرة. ثم تحول إلى مسجد بعد الصليبيين.